# National Geographic Abu Dhabi
National Geographic Abu Dhabi est une chaîne du groupe National Geographic conçue pour les habitants du Moyen-Orient. Elle diffuse ses programmes comme Wild Life ou Lost In China en langue arabe. Elle a commencé la diffusion sur le satellite NILESAT début juillet 2009.

## Principaux programmes
| Titre en français                          | Titre en arabe                    |
| ------------------------------------------ | --------------------------------- |
| Les réformes les plus complexes            | أعقد الإصلاحات                    |
| Ingénierie genius                          | هندسة عبقرية                      |
| Jours étranges sur la planète terre        | أيام عصيبة على كوكب الأرض         |
| Le trésor perdu                            | الكنز المفقود                     |
| Titanic retour à la vie                    | التايتنك تعود للحياة              |
| Construction Géant                         | إنشاءات عملاقة                    |
| Les légendes du monde de glace             | أساطير العالم الجليدي             |
| Opérations de déplacement géant            | عمليات نقل عملاقة                 |
| Ligne à pêcher                             | صنارة الصيد                       |
| Apocalypse, la Seconde Guerre mondiale     | أبوكالبيس: الحرب العالمية الثانية |
| Énigmes de L'Histoire                      | أحاجي التاريخ                     |
| Enquête sur les catastrophes aériennes     | تحقيقات الكوارث الجوية            |
| La Science de la bêtise                    | علم البسطاء                       |
| Explosions d'ingénierie                    | تفجيرات هندسية                    |
| Ne dites pas à ma mère                     | لا تخبروا والدتي                  |
| La vérité ou la fausseté                   | حقيقة أم زيف                      |
| Singes voleurs                             | قردة لصوص                         |
| La vie sauvage                             | الحياة البرية                     |
| Histoire inoubliable                       | تاريخ لا ينسى                     |
| Processeurs pour une journée noire         | المجهزون لليوم الأسود             |
| Voyages périlleux                          | أسفار محفوفة بالمخاطر             |
| Avant la catastrophe                       | ما قبل الكارثة                    |
| Au cœur de l'ouragan                       | في قلب الإعصار                    |
| Voyage au fond de la terre - James Cameron | رحلة إلى قاع الأرض – جيمس كاميرون |
| L'avion du président                       | طائرة الرئيس                      |
| Les prédateurs de la planète               | مفترسات الكوكب                    |
| Via les frontières                         | عبر الحدود                        |
| Notre planète incroyable                   | كوكبنا المدهش                     |
| Éruption du volcan d'Islande               | ثـوران بركـان آيسـلندا            |
| Maître des catastrophes                    | سيد الكوارث                       |
| Bloquée                                    | محاصر                             |
| Moments étonnants                          | لحظات مذهلة                       |
| Les secrets d'histoire                     | أسرار التاريخ                     |
| Centièmes années de Titanic 100            | مئوية التايتنك 100                |
| Estimation de l'inestimable                | تثمين مالايقدر بثمن               |
| Villes géantes                             | مدن عملاقة                        |
| Grande mosquée de Sheikh Zayed             | جامع الشيخ زايد الكبير            |
| Positions critiques                        | مواقف حرجة                        |
| Confrontations inévitables                 | مواجهات حتمية                     |
| Mémorandums de la navire croisière         | مذكرات الباخرة السياحية           |
| Mégastructures anciens                     | معالم أثرية عملاقة""              |
| Emprisonnés à l'étranger                   | مسجون في الغربة                   |
| Échappe rusé                               | هروب ماكر                         |
| Photo à parler                             | صور تروى                          |
| Grandes migrations                         | هجرات عـُظمى                       |
| Sauvage russe                              | براري روسيا                       |
| Les seigneurs des lézards                  | سادة السحالي                      |
| Le temps s'arrête avec des peuples         | شعوب يتوقف عندها الزمان           |
| L'Espoir pour Haïti                        | الأمل لهايتي                      |
| Destroyers en éruption                     | مُدمرات ثائرة                      |
| Sauvetage des animaux de Katrina           | إنقاذ حيوانات كاترينا             |
| La Mecque                                  | مكة المكرمة                       |
| Insectes de l'enfer                        | حشرات من الجحيم                   |
| De la vraie vie                            | من واقع الحياة                    |

Il y a aussi de nombreux autres programmes.